# Foxiphalus obtusidens
Foxiphalus obtusidens är en kräftdjursart som först beskrevs av Alderman 1936.  Foxiphalus obtusidens ingår i släktet Foxiphalus och familjen Phoxocephalidae. Inga underarter finns listade i Catalogue of Life.